# Coelestin Vogl

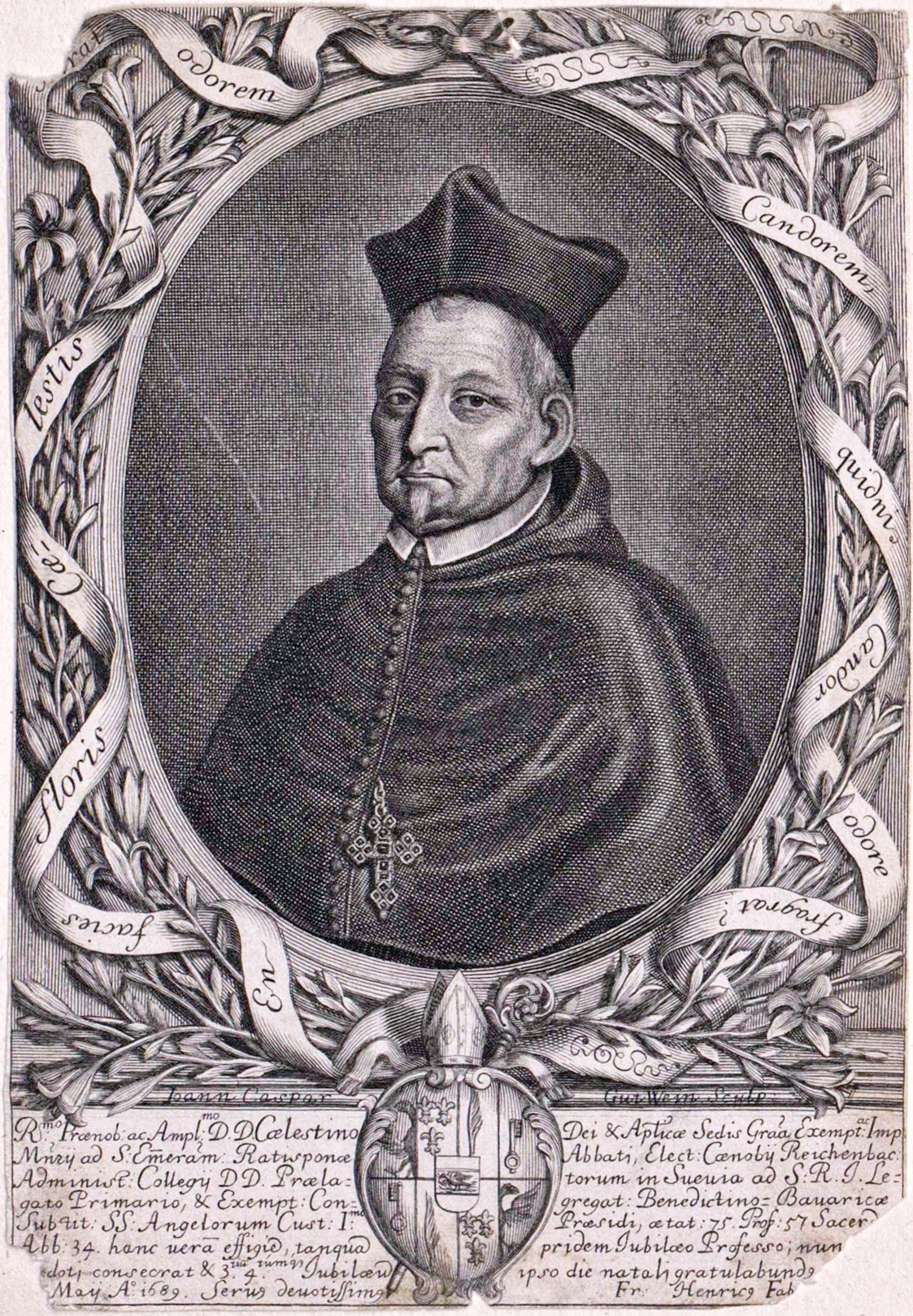
Abt Coelestin Vogl

Coelestin Vogl OSB (* 3. April 1613 in Immenstadt; † 14. Oktober 1691 in Regensburg) war ein christlicher Gelehrter und Abt im Benediktinerkloster St. Emmeram in Regensburg.

## Leben
Er wurde ursprünglich auf den Namen Johannes getauft und kam als Leibeigener zur Welt. Als Freigelassener trat er in das Kloster ein und legte 1632 die Profeß ab. 1633 geht er an die Benediktineruniversität Salzburg und legt dort ein Verzeichnis der studierenden Religiosen an. Seine Priesterweihe erhält er 1639. 1642  wird er in St. Emmeram  als zweiter Schatzbewahrer und Subcustode genannt. Am 15. Juni 1655 wurde er zum Abt gewählt.

## Werk
Als Abt kümmerte er sich besonders um die Privilegien des Klosters, die klösterliche Disziplin und die  Pflege  der  Wissenschaften. So setzte er sich 1658 gegen den Visitationsversuch des Regensburger Weihbischofs Franz Weinhart durch.
Unter ihm wurde die Kirche von St. Emmeram, die unter seinem Vorgänger teilweise abgebrannt war, wieder aufgebaut. Durch seine Vermittlung kamen Reliquien des Heiligen Maximian und des Katakombenheiligen Calcidonius nach St. Emmeram. Durch seine gute wirtschaftliche Führung konnte das Stift die Schulden aus dem Dreißigjährigen Krieg abbauen. Er ließ 1645 das Altargrab mit den Reliquien des Emmeram von Regensburg öffnen, führte zu einer neuen Blüte von dessen Verehrung. Im August 1655  ließ Vogl das Grab des Hl. Ramwold öffnen und im Dezember 1671 hat er den Leichnam des Kaisers Arnulf gefunden und heben lassen.
Unter ihm tritt St. Emmeram 1666 in die Oberschwäbische Benediktinerkongregation ein. Zudem gehörte sein Kloster zu den Gründungsmitgliedern der Bayerischen Benediktinerkongregation von 1684 und er  selbst war lange Zeit deren Präses.
1661 verfasste er die Schrift „Mausoleum oder Herrliches Grab Sancti Emmerami“, welche einen wichtigen Beitrag zur klösterlichen Lokalhistoriographie darstellt und in mehreren Auflagen (Straubing 1661, 1672) gedruckt und 1752 ebenfalls in mehreren Auflagen von Abt Johann Baptist Kraus fortgeschrieben wurde.